# Conotrochus typus
Conotrochus typus is een uitgestorven rifkoralensoort uit de familie van de Caryophylliidae. De wetenschappelijke naam van de soort is voor het eerst geldig gepubliceerd in 1863 door Seguenza.